# Чёбсарский район
Чёбсарский район — район, существовавший в составе Северного края, Северной и Вологодской областях СССР.

## История
После упразднения уездно-волостного правления, территория Вологодского уезда отошла к Северному краю. 15 июля 1929 года Президиумом ВЦИК было введено районирование Северного края. Чёбсарский район был образован в состав Вологодского округа. В 1931 году станция Чёбсара стала посёлком городского типа.
20 июня 1932 года постановлением Президиума ВЦИК был упразднён Вологодский район Северного края. Потобовский, Пуденгский, Хреновский и Янгосорский сельсоветы и части территории Емского, Погореловского и Тошнинского сельсоветов, с установлением границы по реке Ёма, были отнесены к Чёбсарскому району.
5 декабря 1936 года район вошёл в состав Северной области.
23 сентября 1937 года район вошёл в состав Вологодской области. 1 сентября 1938 года в состав восстановленного в Вологодской области Вологодского района вернулись сельсоветы, переданные в Чёбсарский район в 1932 году.
В 1959 году к Чёбсарскому району была присоединена территория Пришекснинского района.
При расформировании районов 13 декабря 1962 года Чёбсарский район был упразднён, а его территория отошла к Вологодскому и Череповецкому районам.